# Esperanza Spalding
Esperanza Emily Spalding (sinh ngày 18 tháng 10 năm 1984) là một nghệ sĩ bass, ca sĩ, nhạc sĩ và nhà soạn nhạc jazz người Mỹ. Cô đã đoạt bốn giải Grammy, một Boston Music Award và Soul Train Music Award.
Sinh ra ở Portland, Oregon, Spalding bắt đầu chơi nhạc chuyên nghiệp từ khi còn nhỏ, cô biểu diễn như một nghệ sĩ violin trong Hội âm nhạc thính phòng Oregon khi mới 5 tuổi. Sau đó, cô vừa tự học vừa luyện các nhạc cụ khác, bao gồm cả guitar và bass. Sự thành thạo của cô đã giành được học bổng học tập tại Đại học Bang Portland và Đại học Âm nhạc Berklee, cả hai trường đều theo học và nghiên cứu âm nhạc.
Spalding phát hành album đầu tiên của cô, Junjo, vào năm 2006 trên hãng Ayva Musica của Tây Ban Nha, sau đó cô ký hợp đồng với hãng độc lập của Mỹ là Heads Up, người đã phát hành album cùng tên năm 2007 của cô. Album phòng thu thứ ba của cô, Chamber Music Society (2010), là một thành công về mặt thương mại, đứng ở vị trí thứ 34 trên Billboard 200, và kết quả là Spalding đã giành được giải Grammy đầu tiên cho Nghệ sĩ mới xuất sắc nhất; Spalding là nghệ sĩ nhạc jazz đầu tiên chiến thắng ở hạng mục này. . Cô được đánh giá cao hơn nữa với bản phát hành thứ tư của mình, Radio Music Society (2012), đã giành được giải Grammy cho Album giọng hát Jazz xuất sắc nhất, cũng như ca khúc "City of Roses" giành chiến thắng cho Dàn xếp, Nhạc cụ và Giọng hát hay nhất.
Sau vài năm hoạt động với tư cách là một người chơi trong ban nhạc hỗ trợ, Spalding đã phát hành album phòng thu thứ năm của mình, một album concept lấy cảm hứng từ rock funk mang tên Emily's D + Evolution, do Tony Visconti đồng sản xuất, trên Concord Records. Năm sau, cô phát hành album Exposure với số lượng giới hạn 7.777 bản. Bản thu âm phòng thu thứ sáu sau đó của cô, 12 Little Spells, được phát hành vào năm 2019 và đạt vị trí số một trong Top Jazz Albums của Billboard. Album cũng chứng kiến Spalding được đề cử cho hai giải Grammy, chiến thắng ở hạng mục Album giọng ca nhạc Jazz xuất sắc nhất.
Ngoài việc viết và biểu diễn âm nhạc, Spalding còn làm giáo viên hướng dẫn, đầu tiên là tại Đại học Âm nhạc Berklee, bắt đầu từ tuổi 20. Năm 2017, Spalding được bổ nhiệm làm giáo sư Thực hành Âm nhạc tại Đại học Harvard. Vào năm 2018, Spalding đã nhận được bằng tiến sĩ âm nhạc danh dự từ trường cũ của cô, Đại học Âm nhạc Berklee, và là diễn giả chính tại buổi lễ. 

## Cuộc đời và sự nghiệp

### 1984–2003: Những năm thiếu thời và khởi đầu sự nghiệp
Esperanza Emily Spalding sinh ngày 18 tháng 10 năm 1984 tại Portland, Oregon, có cha là người Mỹ gốc Phi và mẹ là người gốc Wales, Mỹ bản địa và gốc Tây Ban Nha. vì bạo lực băng đảng. Mẹ cô đã nuôi dạy Spalding và anh trai cô như một người cha đơn thân. Trong suốt thời thơ ấu của cô, Spalding bị bệnh viêm khớp vô căn vị thành niên và kết quả là cô đã dành phần lớn thời gian học tiểu học ở nhà, mặc dù cô cũng học tại Trường Tiểu học King ở đông bắc Portland. Trong thời gian này, Spalding đã tìm thấy cơ hội được hướng dẫn về âm nhạc bằng cách lắng nghe giáo sư đại học của mẹ cô, người đã hướng dẫn mẹ cô guitar jazz. Spalding cho biết thỉnh thoảng cô cùng mẹ đến lớp, ngồi nghe dưới cây đàn piano, sau đó ở nhà lặp lại những gì cô giáo đã chơi. Spalding ở lại khu phố King của Portland cho đến khi 10 tuổi, khi cô cùng gia đình chuyển đến vùng ngoại ô Portland.
Mẹ của Spalding đã lưu ý đến xu hướng âm nhạc của con gái khi Spalding có thể tái hiện Beethoven bằng tai trên cây đàn piano của gia đình khi còn nhỏ. Bản thân Spalding cho rằng đã xem nghệ sĩ cello cổ điển Yo-Yo Ma biểu diễn trong một tập của Mister Rogers 'Neighborhood như một phần không thể thiếu trong thời thơ ấu của cô, và nó đã truyền cảm hứng cho cô theo đuổi âm nhạc. Khi Spalding lên năm, cô đã học chơi violin và bắt đầu biểu diễn chuyên nghiệp với Hiệp hội Âm nhạc thính phòng Oregon. Mặc dù cô được mô tả là một thần đồng âm nhạc, [16] Spalding đã phủ nhận danh hiệu này, nhận xét vào năm 2010: "Tôi đi đâu cũng có thần đồng, nhưng vì họ lớn hơn tôi một chút, hoặc không phải nữ, hay không. trên một nhãn hiệu lớn, chúng không được thừa nhận như vậy. "
Spalding cũng chơi oboe và clarinet thời trẻ trước khi khám phá ra đôi bass khi theo học The Northwest Academy, một trường trung học biểu diễn nghệ thuật mà cô đã giành được học bổng. một câu lạc bộ blues vào năm 15 tuổi, khi cô ấy chỉ có thể chơi một line bass. Một trong những nhạc sĩ dày dạn kinh nghiệm mà cô chơi đã mời cô tham gia các buổi tập của ban nhạc, dẫn đến các buổi biểu diễn đều đặn kéo dài gần một năm. Khi cô 15 hoặc 16 tuổi, Spalding gia nhập nhóm nhạc indie rock / pop Noise for Pretend với tư cách là ca sĩ và người viết lời. Mặc dù cô ấy đã tham gia một vài buổi học giọng riêng để dạy cô ấy cách thể hiện giọng hát của mình, cô ấy nói rằng kinh nghiệm ca hát cơ bản của cô ấy vào thời điểm đó là do hát trong phòng tắm. Mong muốn của cô ấy được biểu diễn trực tiếp phát triển tự nhiên từ quá trình sáng tác, khi cô ấy hát và chơi đồng thời để xem giai điệu và giọng hát phù hợp với nhau như thế nào, nhưng cô ấy thừa nhận rằng việc thực hiện cả hai vai trò cùng nhau có thể là một thách thức.
Spalding bỏ học tại Học viện Northwest  năm 16 tuổi, và sau khi hoàn thành chương trình GED, cô đăng ký nhận học bổng âm nhạc trong chương trình âm nhạc tại Đại học Bang Portland, nơi cô được nhớ là "người chơi bass trẻ nhất trong chương trình." Mặc dù thiếu sự huấn luyện của các bạn học, nhưng cô ấy cảm thấy rằng các giáo viên của mình vẫn công nhận tài năng của mình. Cô quyết định nộp đơn vào Đại học Âm nhạc Berklee với sự khuyến khích của giáo viên dạy bass, và đã làm tốt trong buổi thử giọng để nhận được học bổng toàn phần. Bất chấp học bổng, Spalding nhận thấy việc trang trải chi phí sinh hoạt là một thách thức, vì vậy bạn bè của cô đã sắp xếp một buổi hòa nhạc phúc lợi để trả tiền vé máy bay cho cô. Khoản tiết kiệm của Spalding không tồn tại được lâu và cô ấy đã tính đến việc rời bỏ âm nhạc để phục vụ cho khoa học chính trị, một tay guitar jazz và nhà soạn nhạc Pat Metheny không khuyến khích. Ông nói với cô ấy rằng cô ấy đã tham gia "X Factor" và có thể vượt qua nó nếu cô ấy tự đăng ký.

### 2004-2007: Giảng dạy vàJunjo

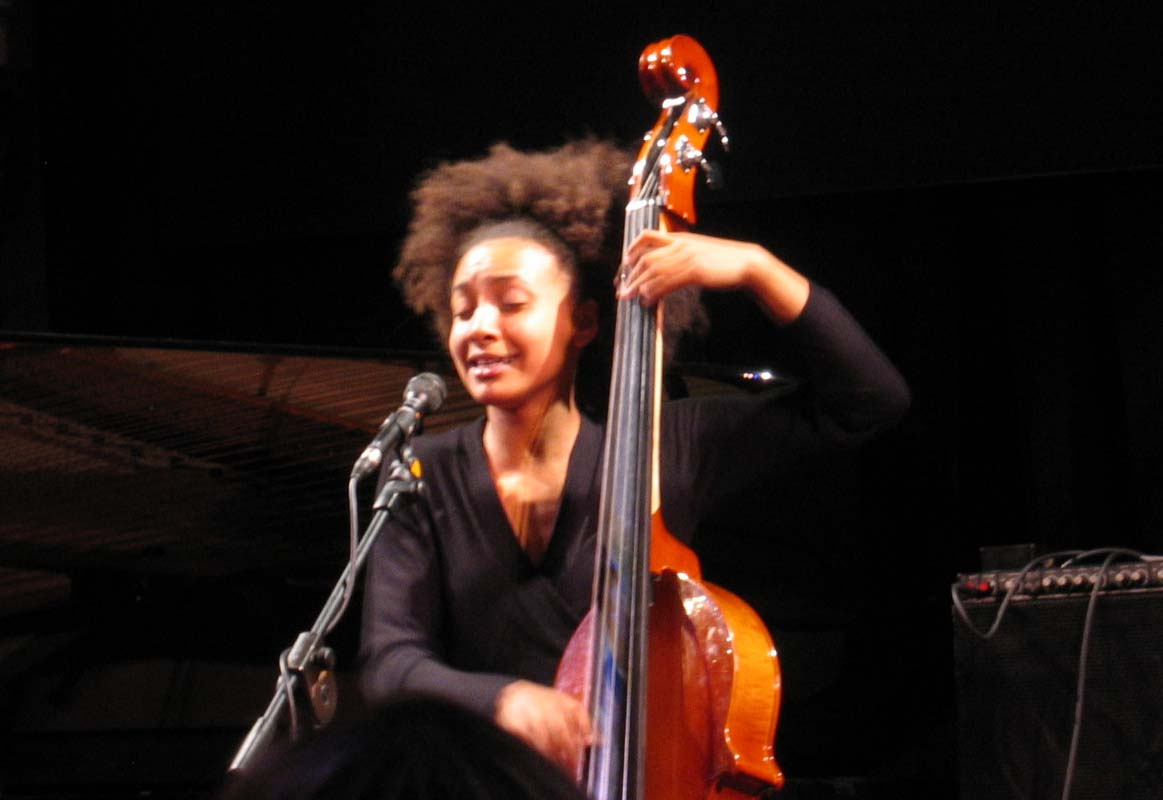
Spalding tại đêm hòa nhạc Umbria Jazz Festival tại Perugia, Ý, 2007

Gary Burton, Phó chủ tịch điều hành tại Berklee, cho biết vào năm 2004 rằng Spalding đã có "một khoảng thời gian tuyệt vời, cô ấy có thể tự tin đọc những tác phẩm phức tạp nhất và cô ấy thể hiện tính cách lạc quan của mình trong mọi thứ cô ấy chơi." 
Ben Ratliff wrote in The New York Times in 2006 that Spalding's voice is "light and high, up in Blossom Dearie's pitch range, and [that] she can sing quietly, almost in a daydream" and that Spalding "invents her own feminine space, a different sound from top to bottom."  Ben Ratliff đã viết trên tờ The New York Times vào năm 2006 rằng giọng hát của Spalding là "nhẹ và cao, phù hợp với âm vực của Blossom Dearie, và [rằng] cô ấy có thể hát nhẹ nhàng, gần như trong mơ" và Spalding "tạo ra không gian nữ tính của riêng mình, một âm thanh khác nhau từ trên xuống dưới. " Spalding là người nhận học bổng của Hiệp hội nhạc Jazz Boston năm 2005 cho nghệ sĩ âm nhạc xuất sắc. Gần như ngay lập tức sau khi tốt nghiệp đại học vào cuối năm đó, Spalding được Đại học Âm nhạc Berklee thuê để dạy biểu diễn bass và các bài học riêng, trở thành một trong những giảng viên trẻ nhất trong lịch sử của tổ chức, ở tuổi 20. Với tư cách là một giáo viên, Spalding cố gắng để giúp học sinh của cô tập trung thực hành thông qua một tạp chí thực hành, có thể giúp họ nhận ra điểm mạnh của mình và những gì họ cần theo đuổi.
Album đầu tay của cô, Junjo, được phát hành vào tháng 4 năm 2006 bởi Ayva Music, nó được tạo ra để thể hiện sự năng động mà cô cảm thấy giữa bộ ba của mình. Mặc dù Junjo chỉ được phát hành dưới tên của cô ấy, Spalding coi đó là một nỗ lực của nhóm. 

### 2008–2010: Thành công vượt bậc với "Esperanza"
Khi được hỏi vào năm 2008 tại sao cô ấy chơi bass thay vì một số nhạc cụ khác, Spalding nói rằng đó không phải là một sự lựa chọn, mà là bass "có vòng cung riêng" và cộng hưởng với cô ấy. Spalding đã nói rằng, đối với cô, việc khám phá ra âm trầm giống như "một ngày thức dậy và nhận ra rằng bạn đang yêu một người đồng nghiệp." Vào thời điểm cô ấy ngẫu nhiên chọn âm bass trong lớp học âm nhạc và bắt đầu thử nghiệm với nó, cô ấy đã cảm thấy nhàm chán với các nhạc cụ khác của mình. Giáo viên dạy ban nhạc của cô ấy đã chỉ cho cô ấy một đoạn nhạc blues cho phần bass mà sau này cô ấy đã sử dụng để đảm bảo hợp đồng biểu diễn đầu tiên của mình. Sau đó, cô vào chơi bass hàng ngày và dần yêu thích.
Ratliff đã viết vào năm 2008 rằng một trong những món quà trung tâm của Spalding là "sự lạc quan, nhẹ nhàng, mang lại cảm giác lạc quan khi chơi nhạc bass du dương và giọng hát nhỏ nhẹ đàn hồi của cô ấy", nhưng "âm nhạc đang thiếu một thước đo quan trọng cho sự khiêm tốn." Anh ấy nói thêm, "Đó là một nỗ lực trong việc đưa sự đan xen này [của Stevie Wonder và Wayne Shorter] lên một tầm cao mới về định nghĩa và sức mạnh, nhưng những đường cong và rãnh của nó hơi rõ ràng, và nó thúc đẩy cô ấy trở thành ca sĩ kiêm nhạc sĩ đầu tiên. không phải thế mạnh chính của cô ấy. "
Pat Metheny cho biết vào năm 2008, rõ ràng ngay lập tức "cô ấy có rất nhiều điều để nói [...] cô ấy có yếu tố 'x' hiếm có đó là có thể truyền tải một loại tầm nhìn và năng lượng cá nhân nhất định mà tất cả là của riêng cô ấy." Andrés Quinteros đã viết trên tạp chí 26Noticias định kỳ của Argentina vào năm 2008 rằng Spalding là một trong những tài năng mới vĩ đại nhất trên sân khấu nhạc jazz hiện nay. Patti Austin đã thuê Spalding đi lưu diễn quốc tế với cô ấy sau học kỳ đầu tiên của Spalding tại Berklee, nơi Spalding hỗ trợ ca sĩ trong chuyến lưu diễn tưởng nhớ Ella Fitzgerald "For Ella".

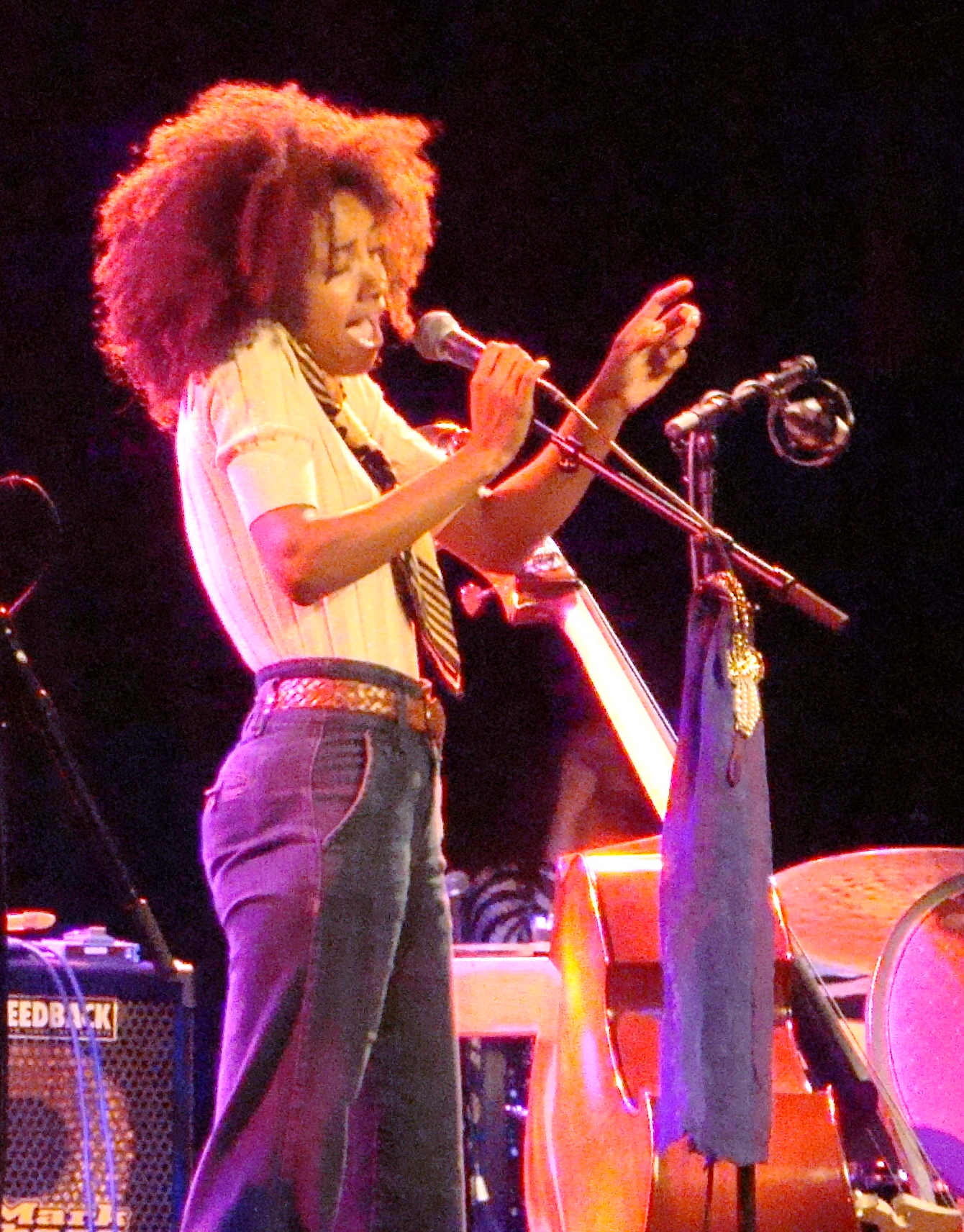
Spalding hát cho khán giả nghe tại North Sea Jazz Festival, 2009

Năm 2008, Spalding nhớ lại chuyến lưu diễn này là mang tính giáo dục, giúp cô học cách đệm cho một ca sĩ hát và cũng là cách duy trì năng lượng và sở thích chơi cùng một tài liệu hàng đêm. Cô tiếp tục biểu diễn định kỳ với Austin trong ba năm. Trong cùng khoảng thời gian đó, khi ở Berklee, Spalding học dưới nghệ sĩ saxophone Joe Lovano, trước khi đi lưu diễn cùng anh. Họ bắt đầu như một bộ ba, mở rộng thành một bộ tứ trước khi gia nhập nhóm ngũ tấu US5 và đi khắp Hoa Kỳ từ New York đến California. Vào năm 2008, cô cũng đang trong quá trình phát triển một số khóa học cho sinh viên tại Berklee, bao gồm một khóa học hòa âm và lý thuyết thông qua phiên âm. Do các cam kết lưu diễn, Spalding đã ngừng giảng dạy các lớp học tại Berklee. Cô cư trú ở cả Thành phố New York và Austin, Texas.